# Miguel Oquelí Bustillo
Miguel Ángel Oquelí Bustillo (Tegucigalpa, Honduras, 25 de febrero de 1856†; Honduras, 8 de abril de 1938) fue un abogado, político y militar con el grado de general de división hondureño. Fue presidente de los tres poderes del Estado de Honduras: la Corte Suprema de Justicia en 1899, presidente provisional de la república en 1907 y presidente del Congreso Nacional en 1923.

## Biografía
Miguel Ángel Oquelí Bustillo nació en la ciudad de Tegucigalpa, actual capital de la República de Honduras, el 25 de febrero de 1859. Realizó sus estudios de Derecho en la entonces Universidad Nacional de Honduras, actualmente la Universidad Nacional Autónoma de Honduras (UNAH). Como político se destacó como fundador del Partido Liberal de Honduras, Secretario General de la Universidad Nacional de Honduras (1887), fundador de la logia masónica hondureña (1911), presidente del Consejo del Partido Liberal de Honduras (1923) y del Congreso Nacional de Honduras.[cita requerida]
Contrajo matrimonio con Camila Purificación Rodríguez Estrada, con quien procreó a Camila, Miguel, Ramón Exequiel y María Oquelí Rodríguez.

## Vida política
En sus primeros años como profesional, Miguel Bustillo fue alcalde de Tegucigalpa, juez de paz segundo de Tegucigalpa, catedrático de la universidad nacional, apoyó incansablemente al general Luis Bográn en la campaña presidencial de 1887. Bustillo se unió en 1890 al Partido Liberal de Honduras. Fue redactor de periódicos políticos hondureños. Juez de Letras de la ciudad de Danlí. Desterrado por la administración del general Ponciano Leiva en junio de 1892 a la isla de Roatán; seguidamente en 1894 fue exiliado a Nicaragua, esto dio como resultado que el general Domingo Vásquez tuviera que participar en la guerra lo que hizo que perdiera el poder. Bustillo, fue además diputado a la Asamblea Constituyente de 1894. Miembro fundador del Colegio de Abogados. Presidente de la Sociedad literaria “Juventud Hondureña”, Vicepresidente del “Club Estrada Palma” para apoyar la lucha por la Independencia de Cuba, magistrado de la Suprema Corte de Justicia, entre otros cargos relevantes, fue duro opositor al tratado Bryan-Chamorro celebrado en 1917.

## Ascenso al poder
Llegó al poder en 1907 tras una revolución apoyada por el general José Santos Zelaya, presidente de Nicaragua contra el general Manuel Bonilla Chirinos. Después sucedió el encuentro armado en Nacaome al general Terencio Sierra. Por su parte, Miguel Rafael Dávila Cuéllar ordenó el movimiento de tropas al mando de los comandantes doctor y general Tiburcio Carias Andino y general José María Valladares para contrarrestar a Sierra. Los soldados derrotados huyeron a Nicaragua, donde fueron perseguidos, lo que ocasionó la batalla de Namasigüe entre el 17 y el 23 de marzo de 1907 (batalla de Namasigüe, La Estrella de Nicaragua) con tropas de Nicaragua contra las fuerzas invasoras de El Salvador y Honduras. Esta acción llamó la atención de la administración de los Estados Unidos de América, que ordenó el movimiento del crucero USS CHICAGO y el desembarco de los US Marines en Puerto Cortés con el fin de proteger los intereses comerciales de las compañías transnacionales bananeras de la costa norte de Honduras. A esta cadena de acontecimientos se le puso fin en la Conferencia de Paz de 1907.
Los Estados Unidos influyeron para que Miguel Rafael Dávila Cuéllar fuera elegido presidente entre 1907 y 1911. En 1908 solicitó asilo político a la Embajada de México en Guatemala, debido a las amenazas de muerte recibidas. Regresó a Honduras y fue nombrado Ministro de Hacienda en 1930. Publicó en 1908 El Informe del Agente confidencial.[cita requerida]

## Muerte
Miguel Oquelí Bustillo falleció en Honduras el 8 de abril de 1938.[cita requerida]